# Parc naturel Apuseni
Ne doit pas être confondu avec Monts Apuseni.
Le parc naturel Apuseni (en roumain: Parcul Natural Apuseni) est une aire protégée (parc naturel de la catégorie V IUCN) située dans Roumanie, dans le territoire administratif de la comtés Alba, Bihor et Cluj, dans la région ethnographique du pays des Moți.

## Géographie
Le parc naturel est situé dans l'ouest de la Roumanie, en Transylvanie, du côté de central-nord des monts Apucènes, comprenant une partie des monts Bihor (en), au sud et des monts Vlădeasa (ro) au nord.

## Description
Le parc naturel Apuseni avec une superficie de 75 784 ha a été déclaré aire protégée par la Loi numéro 5 du 6 marcs 2000 (publié dans Monitorul Oficial numéro 152 du 12 avril 2000) et représente une zone montagneuse avec une grande variété de la flore et la faune spécifiques aux Carpates.
Les réserves naturelles incluses dans le parc sont : Izbucul Cotețul Dobreștilor, Izbucul Mătișești, Izbucul Tăuzului, Avenul din Hoanca Urzicarului, Grotte Coiba Mare, Grotte Ghețarul Scărișoara et Grotte Ghețarul de la Vârtop dans le comté d'Alba; Pietrele Galbenei, Cetatea Rădesei, Poiana Florilor, Platoul Carstic Padiș, Valea Galbenei, Valea Sighiștelului, Vârful Biserica Moțului, Platoul Carstic Lumea Pierdută, Complexul Carstic din Valea Ponorului, Ghețarul Focul Viu, Grotte Micula, Grotte des Ours et Grotte Smeii de la Onceasa dans le comté de Bihor et Molhașul Mare de la Izbuc dans le comté de Cluj.

## Flore et faune

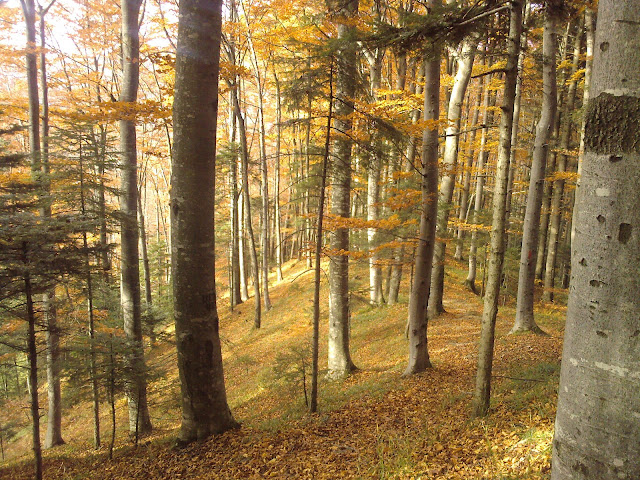
Forêt mixte

### Flore
Les espèces de la végétation sont caractéristiques de l'habitat de montagne structurée par l'altitude telles que : 
Forêts de conifères épicéa (Picea abies), sapin blanc (Abies alba), mélèze d'Europe (Larix decidua), if commun (Taxux baccata), pin (Pinus pinea) ou pin cembro (Pinus cembra); 
Forêts de feuillus hêtre commun (Fagus sylvatica), chêne pédonculé (Quercus robur), chêne rouvre (Quercus petraea), tilleul (Tilia), bouleau (Betula pendula), frêne (Fraxinus), érable plane (Acer plantanoides), marronnier commun (Aesculus hppocastanum), érable sycomore (Acer pseudoplatanus), charme (Carpinus betulus), tremble (Populus tremula) ou saule (Salix);
Arbrisseaux de montagnes espèces de pin de montagne (Pinus mugo), noisetier (Corylus avellana), cornouilles sauvage (Cornus mas), myrtille (Vaccinium myrtillus), ronce commune (Rubus fruticocus), syringa (l'espèce Syringa josikaea)

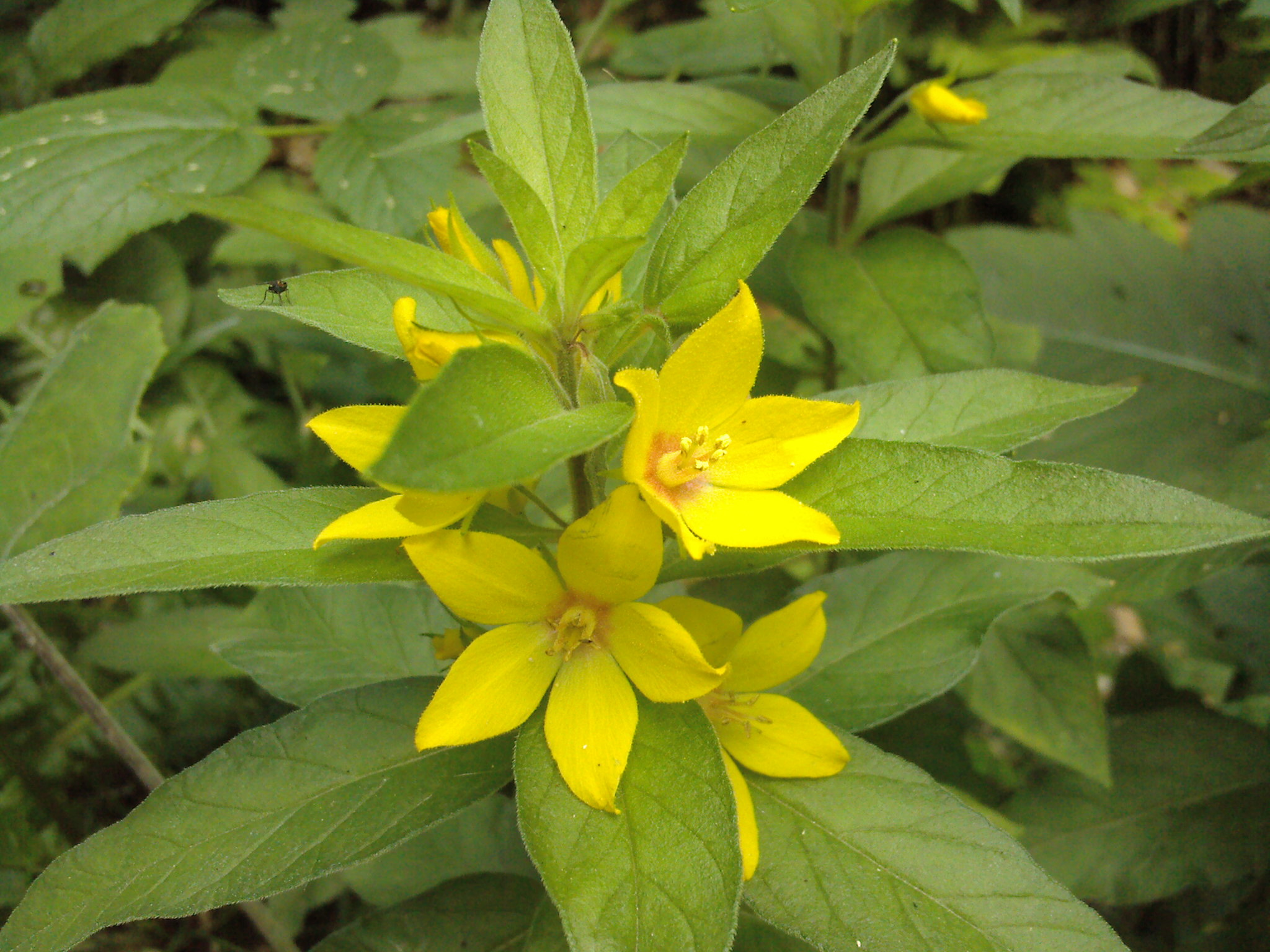
Lysimaque ponctuée (Lysimachia punctata)

Espèces herbacées : sabot de Vénus (Cypripedium calceolus), liparis (l'espèce Liparis loeselii, en roumain moșișoare), tozzia (l'espèce Tozzia carpathica), campanule (l'espèce Campanula serrata), pedicularis (l'espèce Pedicularis comosa), drosera à feuilles rondes (Drosera rotundifolia), centaurea (l'espèce  Centaurea kotschyana), dianthus (l'espèce Diantus tenuifolius), pedicularis (Pedicularis limnogena), seseli (l'espèce Seseli rigidum), orchis guerrier (Orchis militaris), lysimaque ponctuée (Lysimachia punctata), fritillaria (Fritillaria montana), gentiane ponctuée (Gentiana punctata), épipactis des marais (Epipactis palustris), gentiane de Clusius (Gentiane clusii), berce (l'espèce Heracleum palmatum), listère cordée (Listera cordata), lycopode en massue (Lycopodium clavatum), angélique officinale (Angelica archangelica), renoncule rampante (Ranunculus repens), hépatique des fontaines (Marchantia polymorpha), vulnéraire des montagnes (Anthyllis montana).

### Faune
Mammifères: ours brun (Ursus arctos), cervidés (Cervus elaphus), chevreuil (Capreolus capreolus), chamois (Rupicapra rupicapra), sanglier (Sus scrofa), loup (Canis lupus), renard (Vulpes vulpes crucigera), lynx (Linx), chat sauvage (Felis sylvestris), furet (Mustela putorius), loutre d'Europe (Lutra lutra), écureuil roux (Sciurus vulgaris), glis glis (Myoxus glis). muscardin (Muscardinus avellanarius), musaraigne alpine (Sorex alpinus), mulot sylvestre (Apodemus sylvaticus);

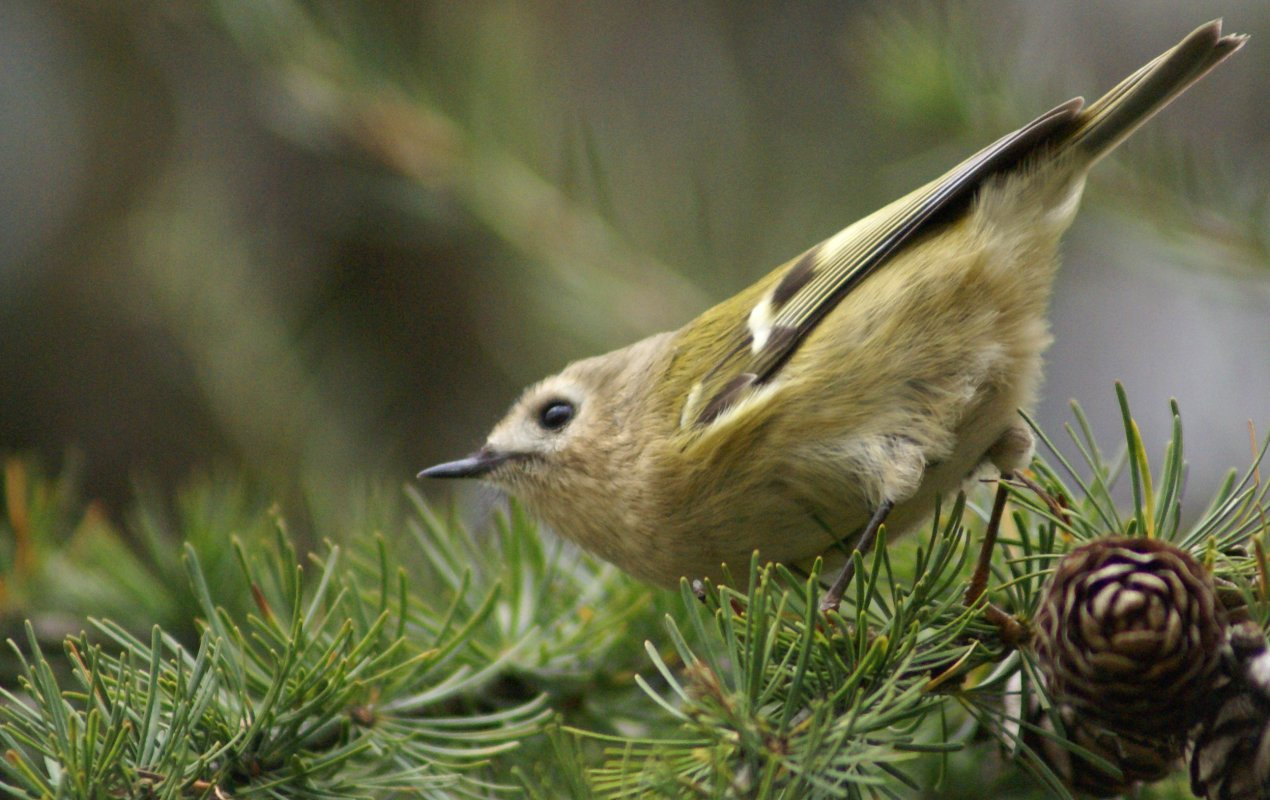
Roitelet huppé (Regulus regulus)

Oiseaux: grand tétras (Tetrao urogallus), épervier d'Europe (Accipiter nisus), aigle royal (Aquila chrysaetos), aigle pomarin (Aquila pomarina), grand corbeau (Corvus corax), faucon crécerelle (Falco tinnunculus), faucon kobez (Falco vespertinus), gélinotte des bois (Tetraster bonasia), roitelet huppé (Regulus regulus), chouette de l'Oural (Strix uralensis), bergeronnette des ruisseaux (Motacilla cinerea), mésange huppée (Parus cristatus), mésange noire (Parus ater), grive draine (Turdus viscivorus), bouvreuil pivoine (Pyrrhula pyrrhula); 
Poissons: omble de fontaine (Salvelinus fontinalis), truite arc-en-ciel (Salmo gairderi irideus), truite fario (Salmo trutta fario), barbeau commun (Barbus barbus), hotu (Chondrostorma nasus), loche de rivière (Cobitis taenia), gardon (Rutilus rutilus), vairon (Phoxinus phoxinus);  
Reptiles et amphibiens: vipère péliade (Vipera berus), lézard des murailles (Podarcis muralis), lézard vivipare (Zootoca vivipara), orvet fragile (Anguis fragilis), coronelle lisse (Coronella austriaca), salamandre tachetée (Salamandra salamandra).

## Les routes d'accès
- Route européenne 60 (E60) Oradea - Huedin - Cluj-Napoca
- Route européenne 79 (E79) Oradea - Beiuș - Deva
- Route nationale 75 (DN75) Ștei - Câmpeni - Turda